# Paul Behncke
Paul Leo Gustav Behncke (ur. 13 sierpnia 1866 w Süsel, zm. 4 stycznia 1937 w Berlinie) – niemiecki admirał służący w Cesarskiej Marynarce Wojennej, szef admiralicji Reichsmarine.

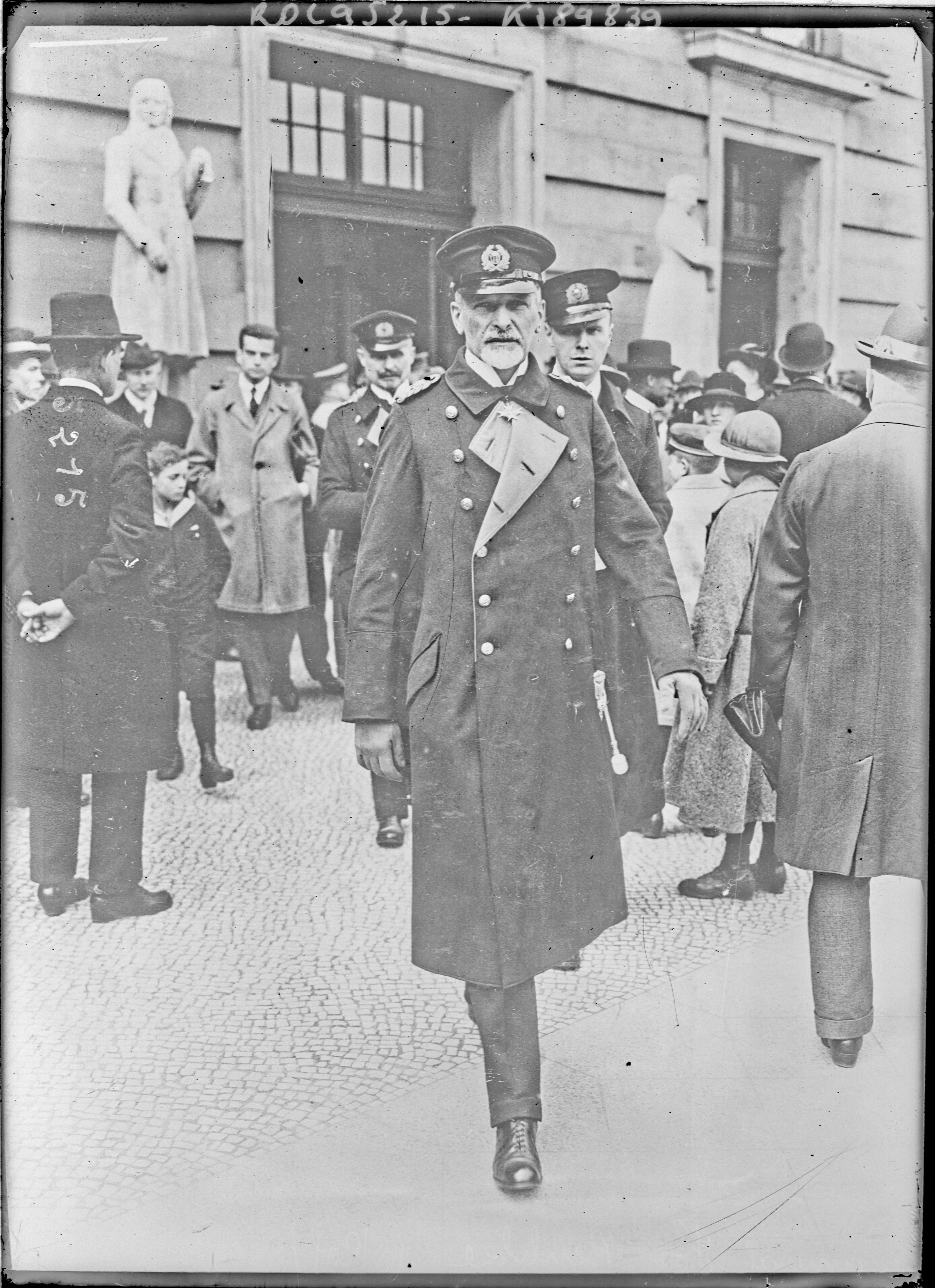
Admirał von Behncke we wrześniu 1924 roku.

## Życiorys
Do Cesarskiej Marynarki Wojennej wstąpił w 1883 roku. W 1908 roku awansowany do stopnia komandora (niem. Kapitän zur See), a pierwszy stopień admiralski otrzymał w 1914 roku. Po wybuchu I wojny światowej mianowany zastępcą szefa sztabu admiralicji. W sierpniu 1915 roku zwolniony ze stanowiska z powodu konfliktu z admirałem Alfredem von Tirpitzem dotyczącego nieograniczonej wojny podwodnej. Przeniesiony do III Eskadry Hochseeflotte, z którą, pod rozkazami admirała Franza von Hippera, brał udział w bitwie jutlandzkiej. Okręty eskadry dowodzonej przez Behncka poniosły największe starty podczas bitwy. Za udział w starciu został odznaczony orderem Pour le Mérite. 26 listopada 1916 roku awansowany do stopnia wiceadmirała. W 1917 roku został wysłany na czele eskadry do Zatoki Ryskiej, aby wesprzeć działania armii niemieckiej w krajach bałtyckich. Po zakończeniu wojny powrócił do Niemiec i kontynuował służbę w nowo powstałej Reichsmarine. W 1920 roku zastąpił admirała Adolf von Trotha na stanowisku szefa admiralicji. Funkcję tę pełnił do 1924 roku, kiedy to przeszedł w stan spoczynku. Na emeryturze zajmował się działalnością w Towarzystwie Geografii i Alp oraz został przezesem Towarzystwa Niemiecko-Japońskiego.

## Odznaczenia
Odznaczenia admirała von Behncke to między innymi:
- Order Pour le Mérite (Prusy)
- Order Orła Czerwonego II klasy z koroną i mieczami na wstędze wojennej (Prusy)
- Order Orła Czerwonego III klasy ze wstęgą i koroną (Prusy)
- Order Królewski Korony II klasy (Prusy)
- Krzyż Żelazny I klasy (Prusy)
- Odznaka za Służbę Wojskową (Prusy)
- Krzyż Wielki II klasy Orderu Zasługi Wojskowej z mieczami (Bawaria)
- Lubecki Krzyż Hanzeatycki (Lubeka)
- Krzyż Fryderyka Augusta I klasy (Oldenburg)
- Komandor II klasy Orderu Alberta z mieczami (Saksonia)